# Bonert Rock
Der Bonert Rock (spanisch Islote Capitán Bonert) ist eine Felseninsel im Archipel der Südlichen Shetlandinseln. Sie liegt 800 m südöstlich des Canto Point in der Discovery Bay von Greenwich Island.
Wissenschaftler der Ersten Chilenischen Antarktisexpedition (1946–1947) nahmen 1947 eine Vermessung vor und benannten die Insel nach Federico Bonert Holzapfel, stellvertretender Leiter der Forschungsreise und Kommandant des Transportschiffs Angamos.